# Salem Elghoba
Salem Elghoba (ur. 25 stycznia 1996) – egipski lekkoatleta specjalizujący się w pchnięciu kulą oraz rzucie dyskiem. 
W 2013 podczas pierwszych w historii mistrzostw Afryki juniorów młodszych wywalczył złoto w rzucie dyskiem oraz zdobył srebrny medal w pchnięciu kulą. W tym samym roku sięgnął po brąz w rzucie dyskiem podczas juniorskich mistrzostw Afryki w Bambous.

## Osiągnięcia
| Rok  | Impreza                               | Miejsce | Konkurencja            | Lokata     | Wynik |
| ---- | ------------------------------------- | ------- | ---------------------- | ---------- | ----- |
| 2013 | Mistrzostwa Afryki juniorów młodszych | Warri   | pchnięcie kulą (5 kg)  | 2. miejsce | 19,57 |
| 2013 | Mistrzostwa Afryki juniorów młodszych | Warri   | rzut dyskiem (1,5 kg)  | 1. miejsce | 60,46 |
| 2013 | Mistrzostwa Afryki juniorów           | Bambous | rzut dyskiem (1,75 kg) | 3. miejsce | 50,28 |